# Städtischer Friedhof Artà

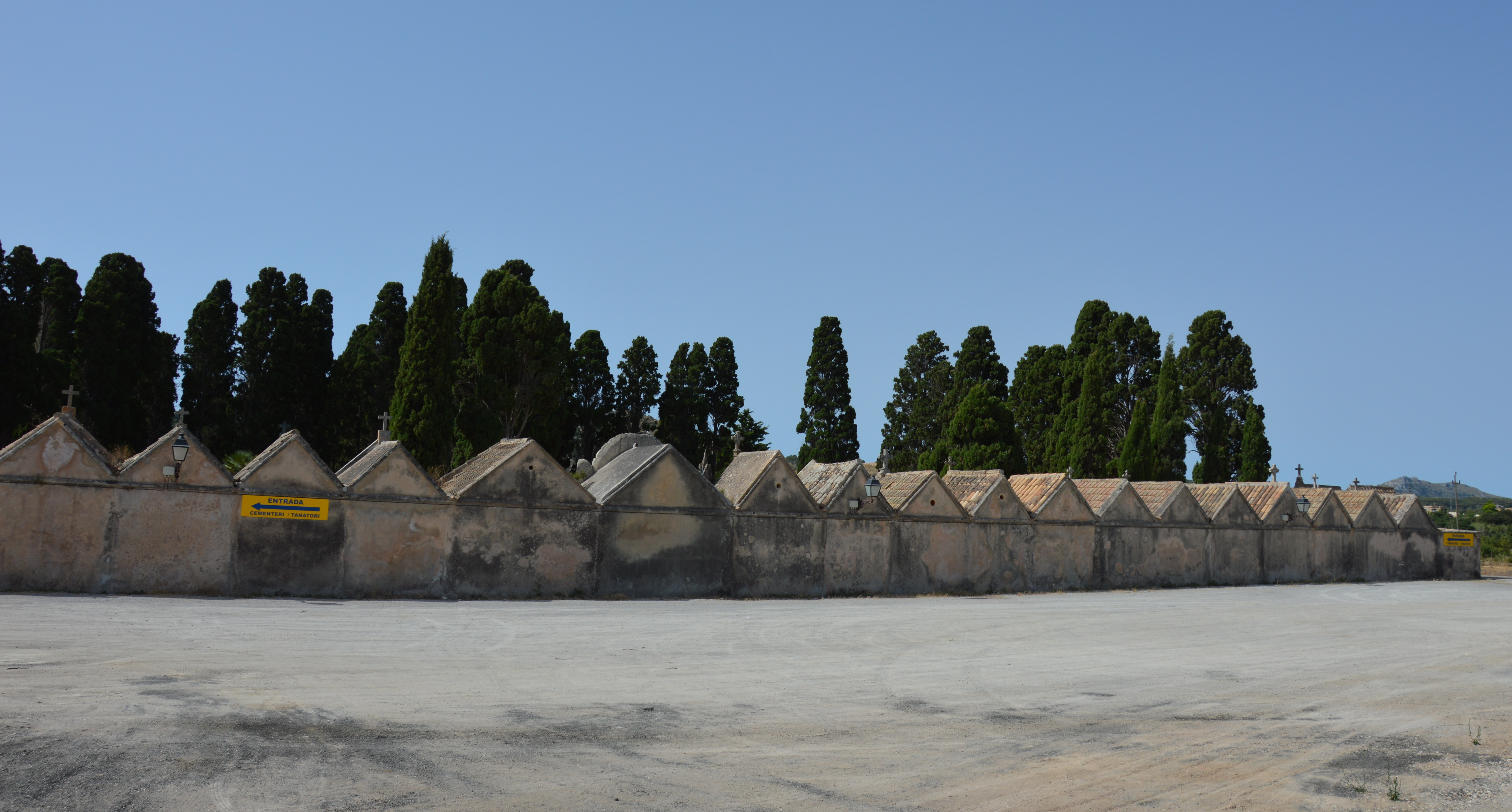
Nordseite des Städtischen Friedhofs Artà

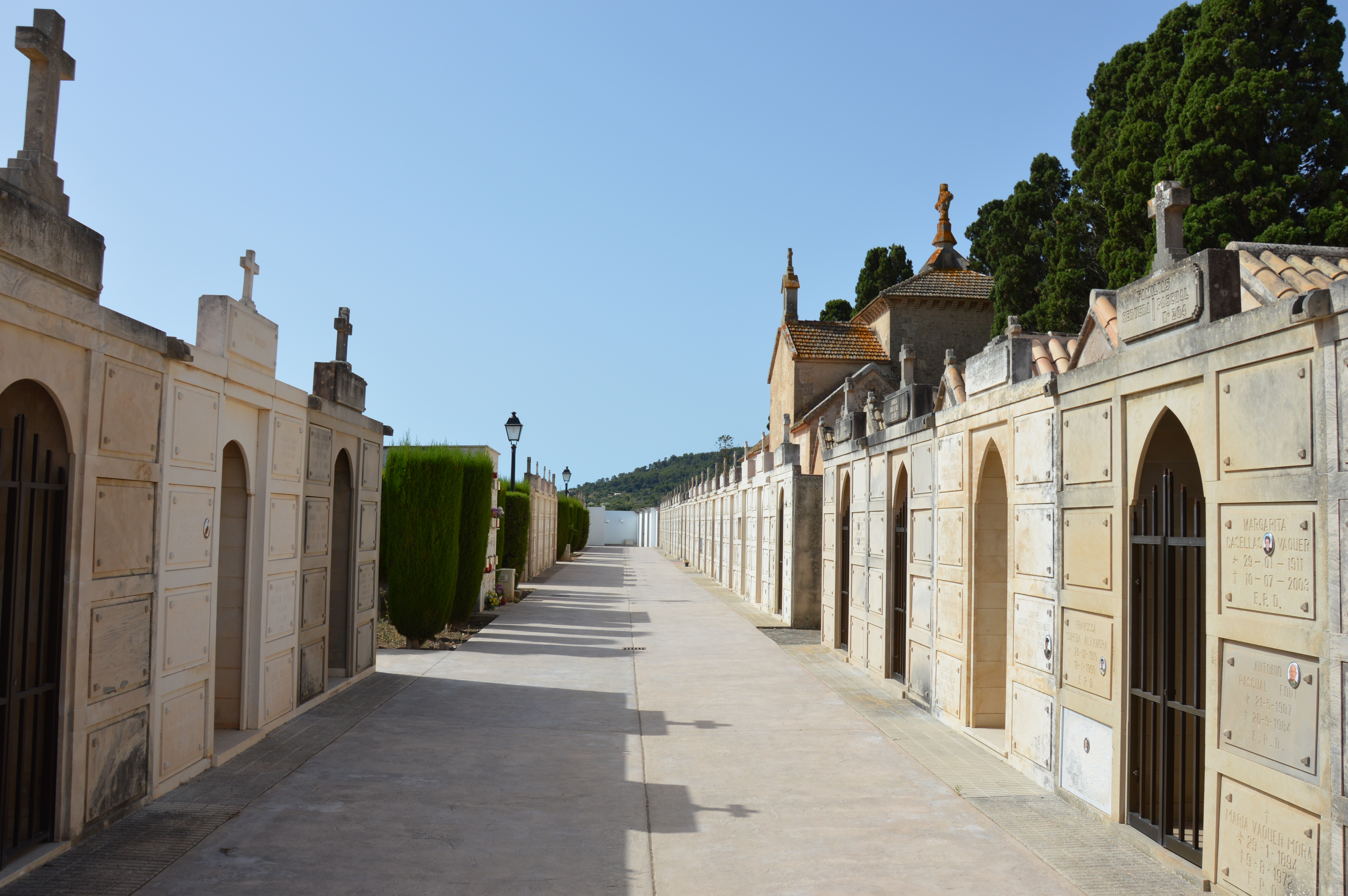
Weg auf dem Friedhof

Der Städtische Friedhof Artà ist der Friedhof der spanischen Gemeinde Artà im nordöstlichen Teil der Mittelmeerinsel Mallorca. 

## Lage
Der Friedhof befindet sich südöstlich vor der Stadt. Westlich verläuft die Landstraße Ma-4041 von Artà in Richtung Son Servera. Nordöstlich befindet sich die ehemalige Bahnstrecke Artà-Manacor, die heute als Radweg genutzt wird.

## Architektur und Geschichte
Der Friedhof wurde im Jahr 1831 angelegt. Er ist von einer schlicht gestalteten Mauer umfriedet. Das Eingangstor ist monumental gestaltet. Oberhalb des Tores befinden sich zwei das Wappen von Artà tragende Engel. Die Friedhofswege sind symmetrisch angelegt und werden zum Teil von hohen Zypressen gesäumt. Der mittlere Weg führt auf die im Stil der Neogotik gestaltete Friedhofskapelle zu. Die Bestattungen erfolgen, wie in der Region üblich, in Bestattungsnischen bzw. Mausoleen.